# Statue équestre de Louis XIV (place des Victoires)
Pour les articles homonymes, voir Statue équestre de Louis XIV.
La statue équestre de Louis XIV est une statue équestre située à Paris, en France, au centre de la place des Victoires, à cheval sur les 1er et 2e arrondissements de Paris.
Le monument est classé au titre des monuments historiques en 1992.

## Historique

### Les précédents monuments
En 1678, le duc de La Feuillade voulant s'attacher les faveurs de Louis XIV fait élever une statue à sa gloire. L’œuvre est réalisée par le sculpteur Martin Desjardins, et représente le roi Louis XIV en pied, vêtu à l'antique, couronné d'une couronne de laurier et écrasant ses ennemis représentés enchaînés sur le socle. Le monument est inauguré en 1686 place des Victoires, et célèbre les victoires militaires du roi absolu en Europe (traités de Nimègue) et en France, avec la révocation de l'édit de Nantes, qui en 1685 supprime la liberté de culte accordée à la minorité protestante en France. Elle prend place à proximité de la basilique Notre-Dame-des-Victoires de Paris, élevée à la suite d'un vœu de Louis XIII lors du siège de La Rochelle (1627-1628), pour écraser la place de sureté protestante.
Pendant la Révolution française, lors de la journée du 10 août 1792, la statue du monarque est abattue,. Elle est envoyée à la fonte pour produire des canons. Les statues du socle, avec les quatre captifs enchaînés, ont été conservées et sont exposées aujourd'hui au musée du Louvre (cour Puget). Le monument est remplacé par une pyramide en bois portant les noms des citoyens morts lors de cette journée.
Selon la légende, Napoléon Ier aurait donné le bois de la pyramide à un corps de garde, lequel l'aurait utilisé pour se chauffer. En 1810, une statue du général Desaix est érigée au centre de la place. Il y est représenté nu, comme un héros antique.
À la Restauration, sous Louis XVIII, le bronze du général révolutionnaire est fondu pour refabriquer la statue équestre d'Henri IV du pont Neuf, également abattue à la Révolution. Elle est inaugurée en 1818.

### La statue actuelle

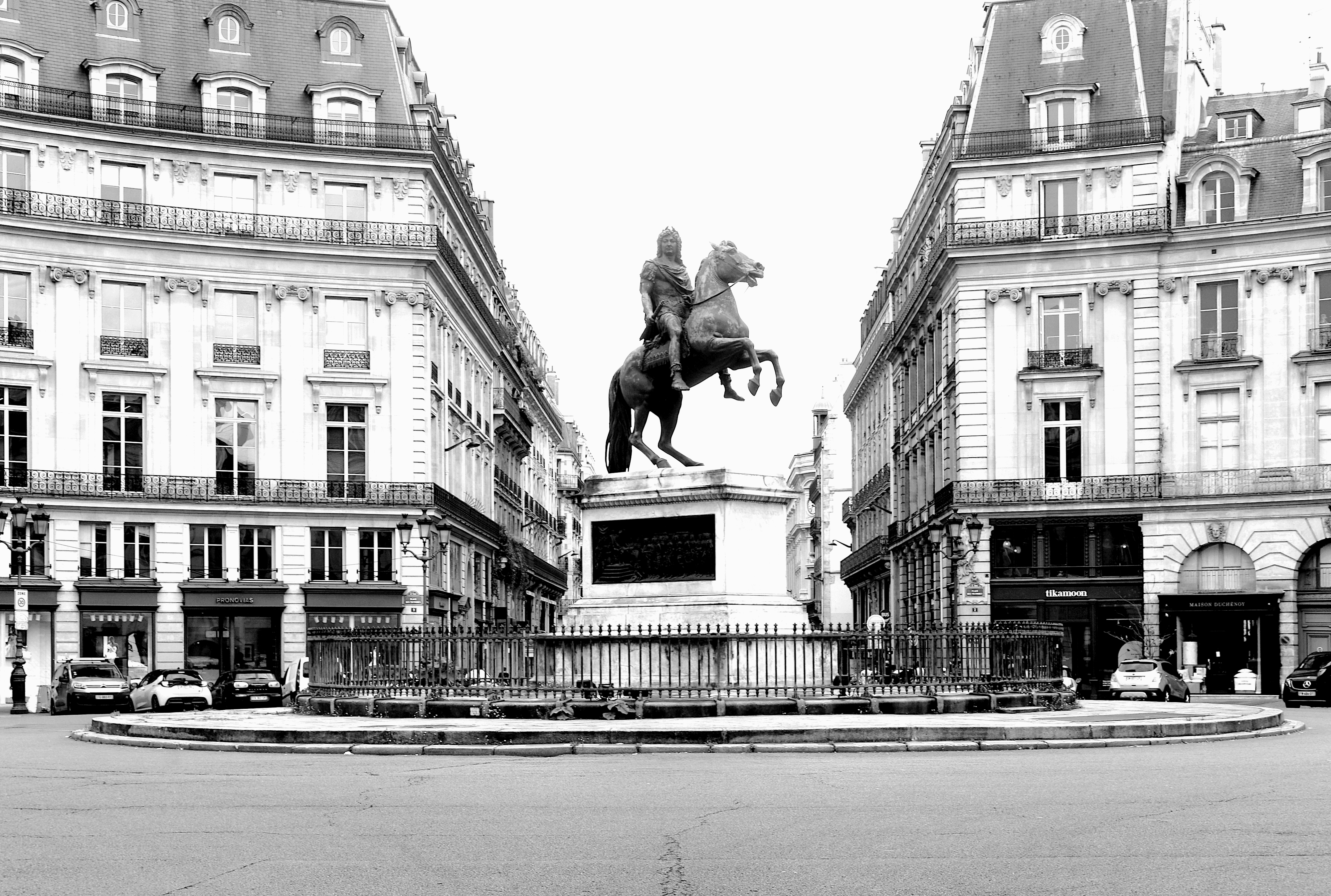
La statue se dresse au milieu de la place des Victoires, Paris 1er et 2e.

La statue actuelle est inaugurée le 15 août 1822, lors de la fête catholique de l'Assomption. Elle est l'œuvre de François-Joseph Bosio, fondue par Auguste-Jean-Marie Carbonneaux (1769-1843),.
Pour l'attitude du cavalier et du cheval, le sculpteur s'est inspiré du célèbre Cavalier de bronze de Falconet représentant le tsar Pierre le Grand à Saint-Pétersbourg. 
La sculpture a été restaurée en 2005.

## Description
Le monument est composé d'une statue équestre en bronze représentant le roi de France Louis XIV, habillé à la façon d'un empereur romain, monté sur un cheval cabré. Ce groupe repose sur un piédestal conçu par l'architecte Jean-Antoine Alavoine, orné sur ses faces dextre et senestre par deux bas-reliefs en bronze, Le Passage du Rhin et Institution de l'ordre royal et militaire de Saint-Louis en 1693, réalisés par François-Joseph Bosio.

Les bas-reliefs du socle
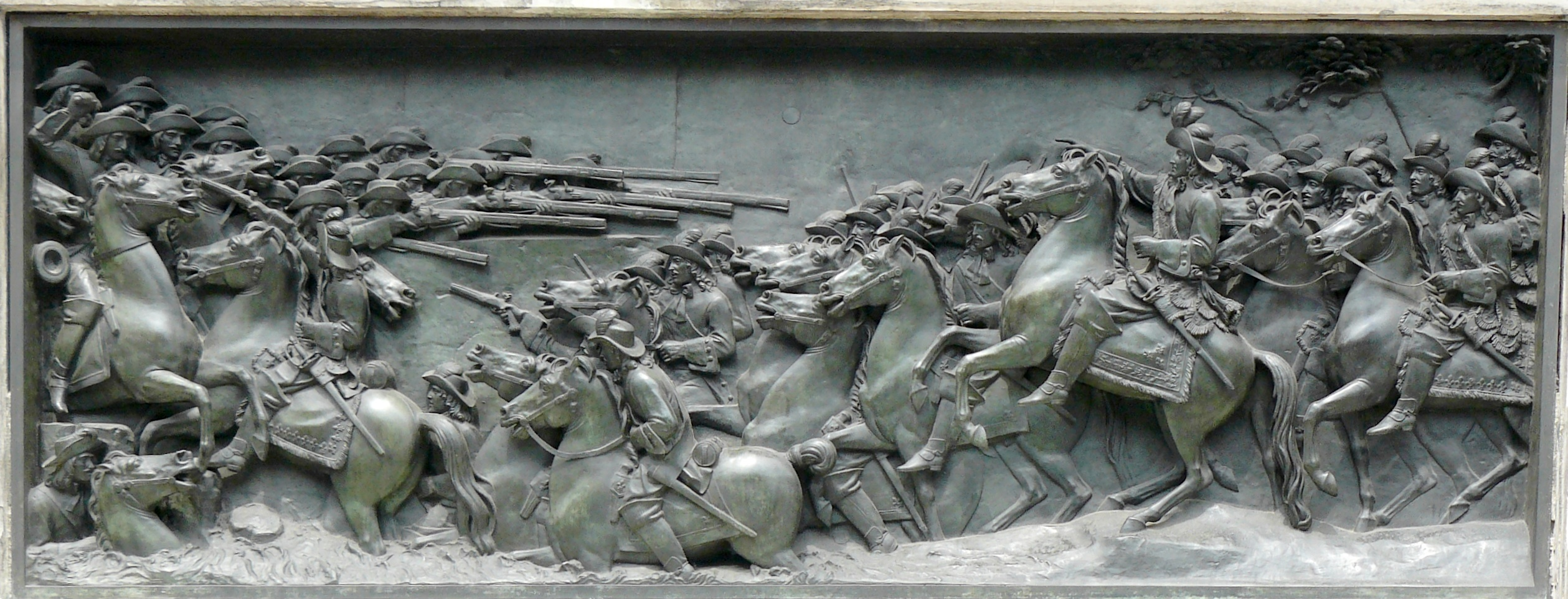
Le Passage du Rhin.
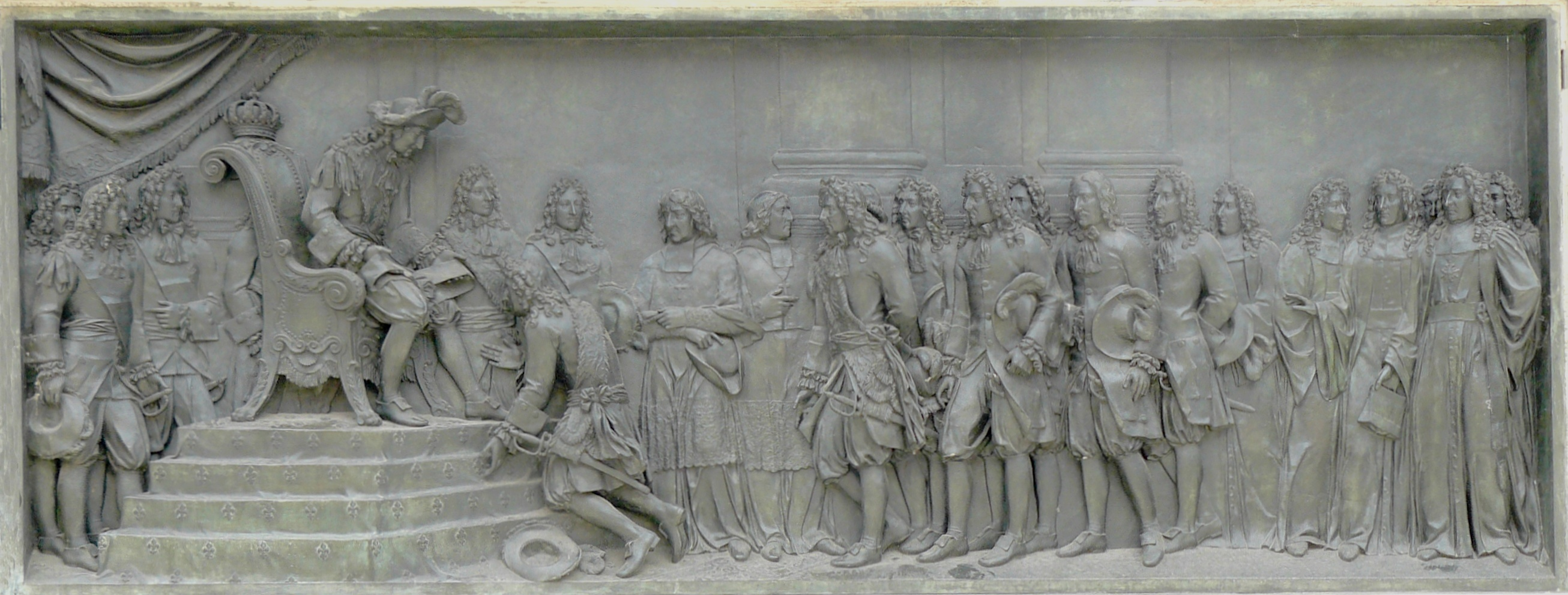
Institution de l'ordre royal et militaire de Saint-Louis en 1693.